# Plaské varhany

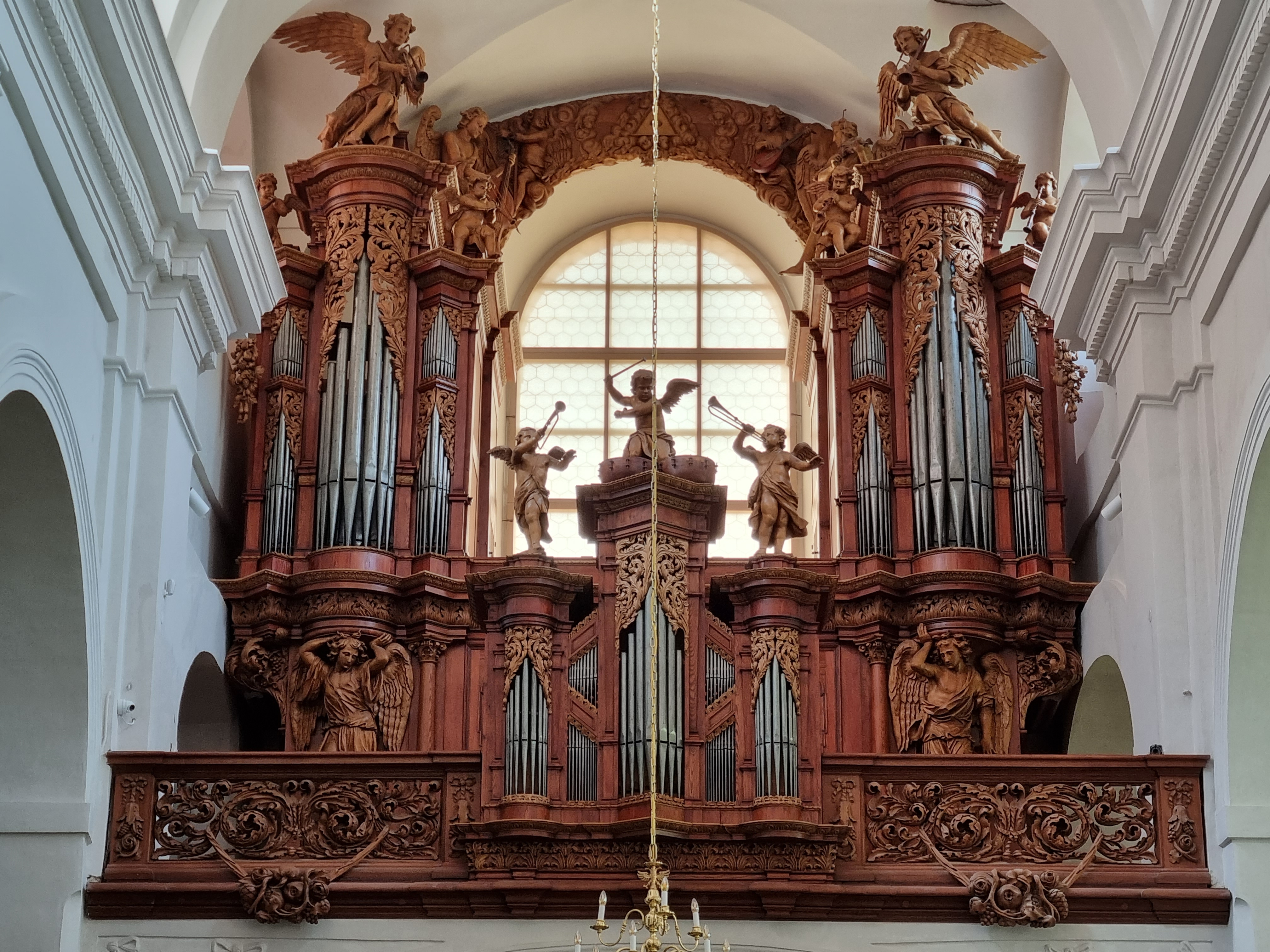
Plaské varhany

Plaské varhany jsou unikátní raně barokní varhanní stroj, který je instalován v kostele Nanebevzetí Panny Marie v plaském cisterciáckém klášteře.
Byly postaveny v roce 1688 významným českým varhanářem Abrahamem Starkem z Lokte. Varhany byly v roce 2006 totálně rekonstruovány a restaurovány do své prapůvodní barokní zvukové podoby zásluhou varhanáře Vladimíra Šlajcha a výtvarníka Václava Stádníka. V době svého vzniku měly tyto varhany 29 znějících rejstříků.
Na výrobu varhan byl použit materiál, který byl získán roztavením cínových rakví z hrobky Gryspeků v kostele svatého Petra a Pavla v Kralovicích. Opat Kryštof Tengler dal v roce 1666 pokyn hrobku otevřít a zkonfiskovat nebožtíkům jejich rakve i poslední majetek. Tento pohrdavý čin vycházel z dlouholetých sporů mezi plaským klášterem a Gryspeky, které mniši kvůli jejich náklonnosti k reformaci církve, nazývali kacíři. Zároveň mezi nimi probíhaly spory o majetek. Když byli Gryspekové za svou účast na stavovském povstání zbaveni veškerého majetku, získal jejich panství Kaceřov a přilehlé městečko Kralovice právě plaský klášter.
Koncem 18. století proběhla jejich první velká přestavba, která velmi výrazně pozměnila celkovou podobu nástroje, další úpravy zde proběhly počátkem 20. století, poslední provoz těchto varhan před jejich celkovou rekonstrukcí proběhl v roce 2000. Poslední rekonstrukce do původní podoby z roku 1688 proběhla v letech 2004–2006.
Mons. biskup František Radkovský jim slavnostně požehnal 29. září 2006. Slavnostní koncert tehdy provedl známý klavírista a varhaník Jaroslav Tůma.
Varhany jsou při teplotě 3 °C laděné na 459 Hz. 

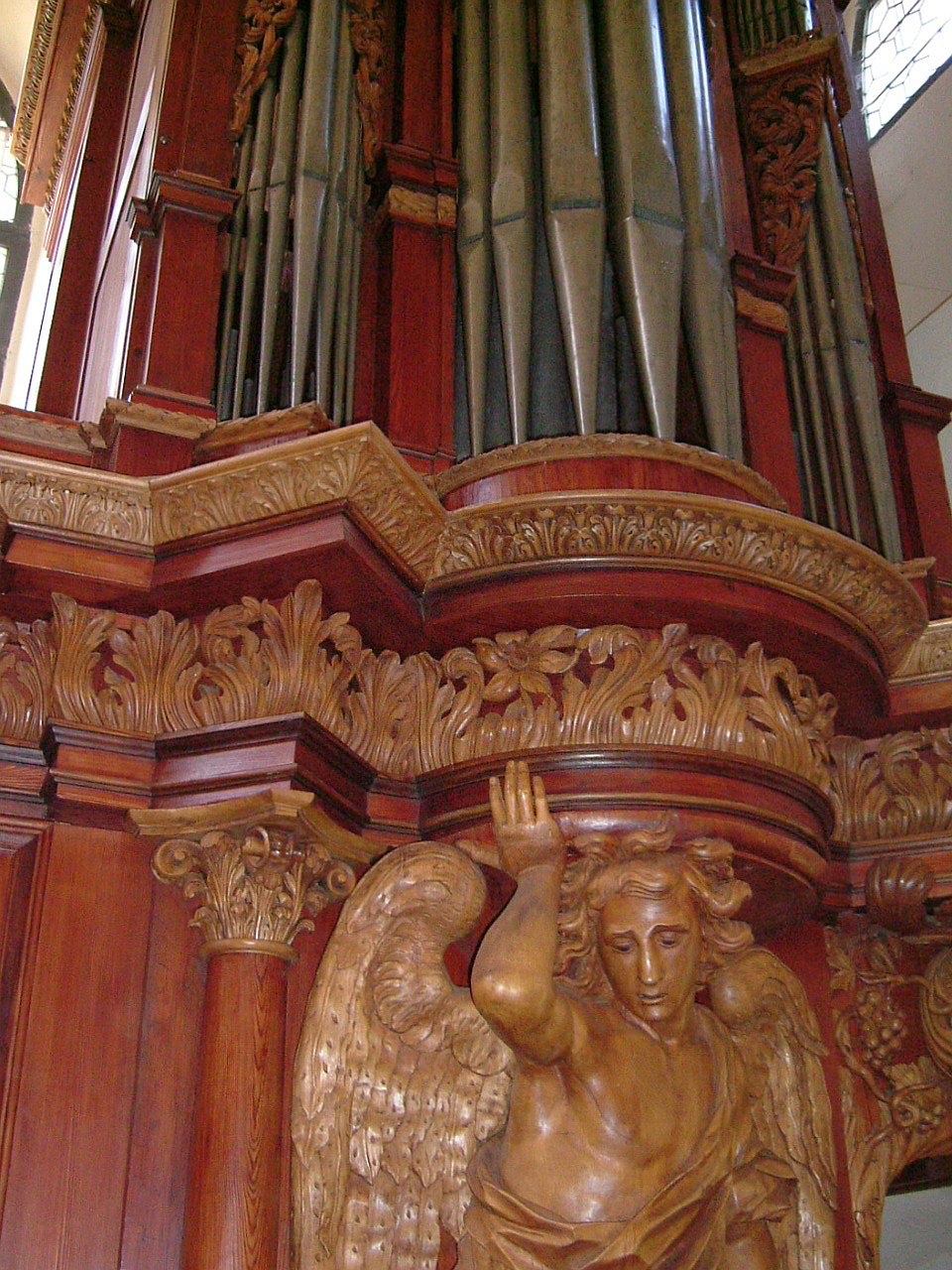
Plaské varhany - detail

## Rejstříky
- HW – Principal, Quintatön, Salicional, Spillflöth, Copl major, Octava, Fugara, Copula minor, Grosse quint, Superoctav, Kleine quint, Sedecima, Mixtur 4fach, Cimbl 3 fach
- RP – Copl major, Flauto minor, Principal, Octava, Spitzflett, Quint, Sedecima, Mixtur 3 fach
- Ped – Subbass offen, Subbass gedeckt, Octav, Quint, Superoctav, Mixtur 4 fach

## Diskografie
- 2009 Příběh plaských varhan, Jaroslav Tůma, ARTA Records (komplet 3 CD disků)[6]

### CD I.
1. Georg Muffat (1653 – 1704): Toccata duodecima (Apparatus musico-organisticus)   7:58
2. Georg Muffat: Passacaglia g moll (Apparatus musico-organisticus)   13:40
3. Johann Pachelbel (1653 – 1706): Choralbearbeitung Wir glauben all an einen Gott   4:14
4. Johann Pachelbel: Choralbearbeitung Jesus Christus, unser Heiland   5:29
5. Johann Pachelbel: Choralbearbeitung Durch Adam Falls ist ganz verderbt    4:44
6. Johann Pachelbel: Ciacona d moll   6:56
7. Johann Pachelbel: Magnificat tertii toni   16:39
8. Johann Jacob Froberger (1616 – 1667): Toccata in D   2:56
9. Johann Jacob Froberger: Toccata in a   4:58
10. Jaroslav Tůma (1956): Toccata – improvizace   4:13

### CD II.
1. John Bull (c. 1562 – 1628): In nomine   4:01
2. William Byrd (c. 1539 – 1623): Fantasia Ut, mi, re   6:16
3. Jan Pietrszoon Sweelinck (1562 – 1621): Fantasia-Echo in C   8:50
4. Jan Pieterszoon Sweelinck: Fantasia chromatica in d    8:09
5. Samuel Scheidt (1587 – 1654): Variationen Da Jesus an der Kreuze stund   9:20
6. Samuel Scheidt: Variationen Jesus Christus, unser Heiland   15:26
7. Samuel Scheidt: Variationen Gelobet seist Du, Jesu Christ   5:46
8. Anthoni van Noordt (c. 1619 – 1675): Psalm 24    8:30
9. Matthias Weckmann (1621 – 1674): Toccata in C   3:41
10. Jaroslav Tůma: Batalla in C – improvizace   3:48

### CD III.
1. Johannes Brahms (1833 – 1897): Herzlich tut mich verlangen, Op. 122, No. 10    4:22
2. Jaroslav Tůma: Ó hlavo plná trýzně, improvizace I   3:09
3. Improvizace II   3:26
4. Improvizace III   2:01
5. Improvizace IV   4:28
6. Improvizace V   1:19
7. Improvizace VI   7:33